# Dentex angolensis
Dentex angolensis es una especie de peces de la familia Sparidae en el orden de los Perciformes.

## Morfología
• Los machos pueden llegar alcanzar los 37 cm de longitud total.

## Distribución geográfica
Se encuentra en las  costas del  Atlántico oriental (desde el Marruecos hasta Angola ).